# دار الكتاب المقدس

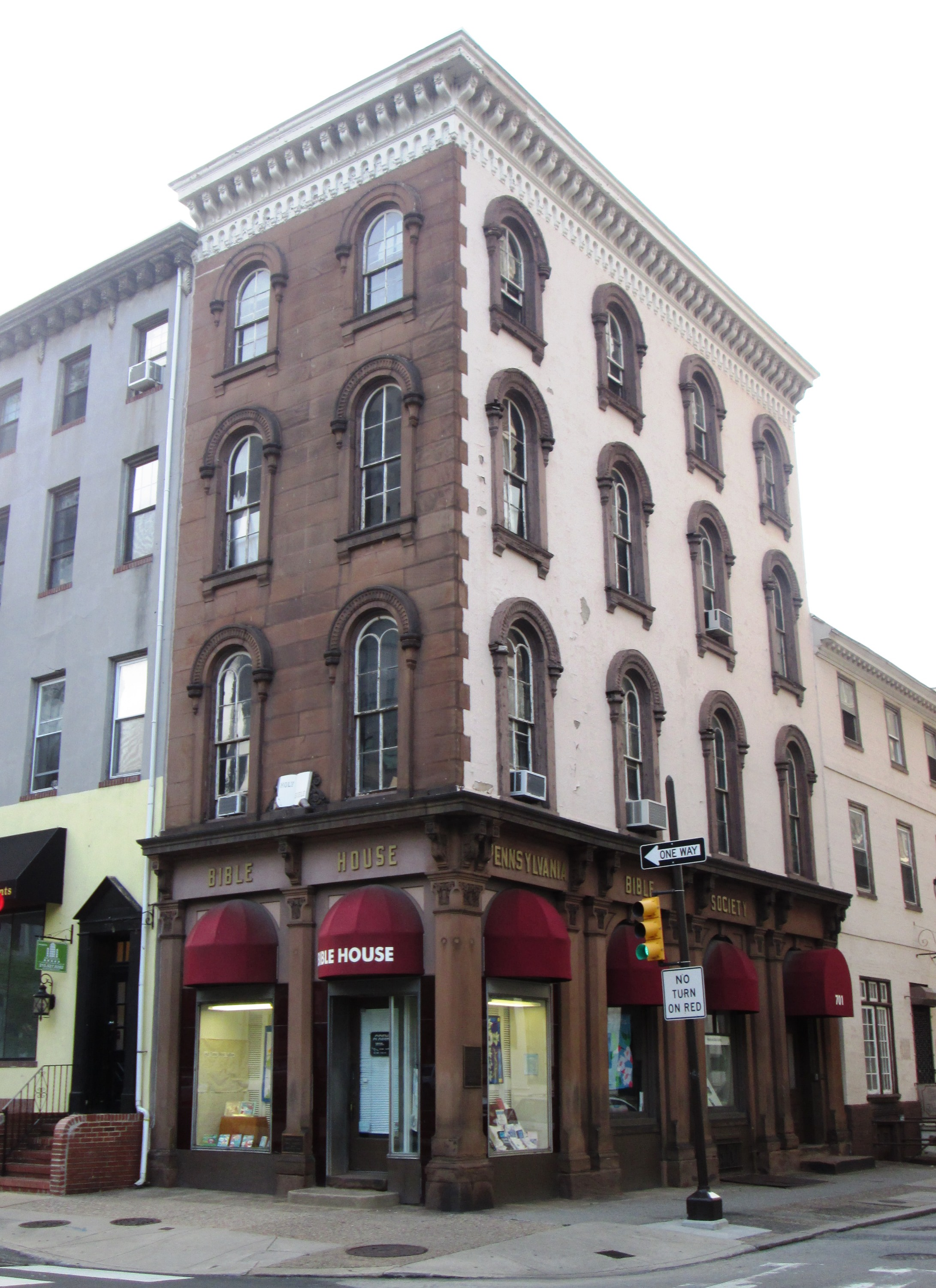

دار الكتاب المقدس هي الجهة الوحيدة والرئيسة في طباعة وتوزيع الكتاب المقدس في كل أرجاء العالم وهي هيئة غير ربحية بل تعتمد على التبرعات التي تأتي اليها من كل دول العالم وكل أعضائها المشتركين.

## دور الكتاب المقدس الحالية

### دور الكتاب المقدس المتحدة (UBS)
1. دار الكتاب المقدس البريطانية والأجنبية (1804)
2. دار الكتاب المقدس الآيسلندية (1815)
3. دار الكتاب المقدس الأمريكية (1816)
4. دار الكتاب المقدس النرويجية (1816)
5. دار الكتاب المقدس الأسترالية (1817)
6. دار الكتاب المقدس الكولومبية (1825)
7. دار الكتاب المقدس النيوزيلندية (1846)
8. دار الكتاب المقدس - مصر (1883)
9. دار الكتاب المقدس الفلبينية (1900)
10. دار الكتاب المقدس الكندية (1904)
11. دار الكتاب المقدس الألمانية
12. دار الكتاب المقدس البرازيلية
13. دار الكتاب المقدس الجنوب أفريقية
14. دار الكتاب المقدس الأوكرانية
15. دار الكتاب المقدس الروسية
16. دار الكتاب المقدس اليابانية
17. دار الكتاب المقدس السلوفاكية
18. دار الكتاب المقدس السلوفينية
19. دار الكتاب المقدس الهندية
20. دار الكتاب المقدس الفرنسية

## وصلات خارجية
- موقع دور الكتاب المقدس المتحدة